# Cappella Capece Minutolo
La cappella Capece Minutolo è una cappella gotica-angioina del duomo di Napoli, artisticamente tra le più importanti della chiesa.

## Storia
La cappella occupa lo spazio che a partire dal V secolo occupava la cappella di San Pietro facente parte dell'antica cattedrale di Santa Stefania, che si estendeva nell'area dov'è il transetto dell'attuale duomo.
Le prime informazioni sulla cappella Minutolo posta all'angolo destro del presbiterio del nuovo duomo si hanno invece a partire dal 1301, anno a cui risale il sepolcro di Filippo Minutolo, sulla parete destra, mentre alla metà dello stesso secolo risale il sarcofago di Orso Minutolo (o Urso) sulla parete sinistra. In questo periodo la cappella continuò ad esser dedicata a San Pietro e ad esso si aggiunse anche sant'Anastasia nella denominazione ufficiale a partire dal 1389. Tuttavia per affidare il patronato della stessa cappella alla famiglia dei Capece Minutolo, che ancora oggi ne detiene la podestà, come ricorda la scritta marmorea gotico-latina sul pavimento che ne anticipa l'ingresso, delimitando dunque lo spazio privato della cappella rispetto al resto dell'edificio religioso appartenente alla curia arcivescovile, si deve aspettare il 1402, con l'arcivescovo Enrico Minutolo che chiese e ottenne i permessi per un ampliamento dello spazio della cappella con la costruzione della tribuna, dove sarà poi collocato nel 1405 il suo stesso monumento funebre.
Lo statuto della cappella, firmato davanti al notaio il 16 maggio 1935, ribadisce con 19 articoli la proprietà dell'ambiente alla famiglia Capece Minutolo, nei rami di Canosa e San Valentino, e ne stabilisce le modalità con le quali deve intendersi la gestione della sala con la cura e tutela delle opere d'arte in essa custodite, specificando inoltre le opportunità di apertura della stessa, prevista quest'ultima solo su volontà di uno degli aventi diritto. La cappella fu interessata da importanti lavori di restauro conservativi che si son conclusi tra il 1996 e il 1997.
Chiusa generalmente al pubblico, viene aperta solo di rado o per celebrare i matrimoni di famiglia Minutolo; in tale occasione viene aperto anche il portale d'ingresso di destra del duomo, in linea con la cappella.

## Descrizione
All'esterno della cappella, lungo il transetto destro del duomo, accanto alla porta d'accesso è il cenotafio di Giovan Battista Capece Minutolo (morto nel 1586) eseguito da Girolamo D'Auria in stile tardo-rinascimentale.

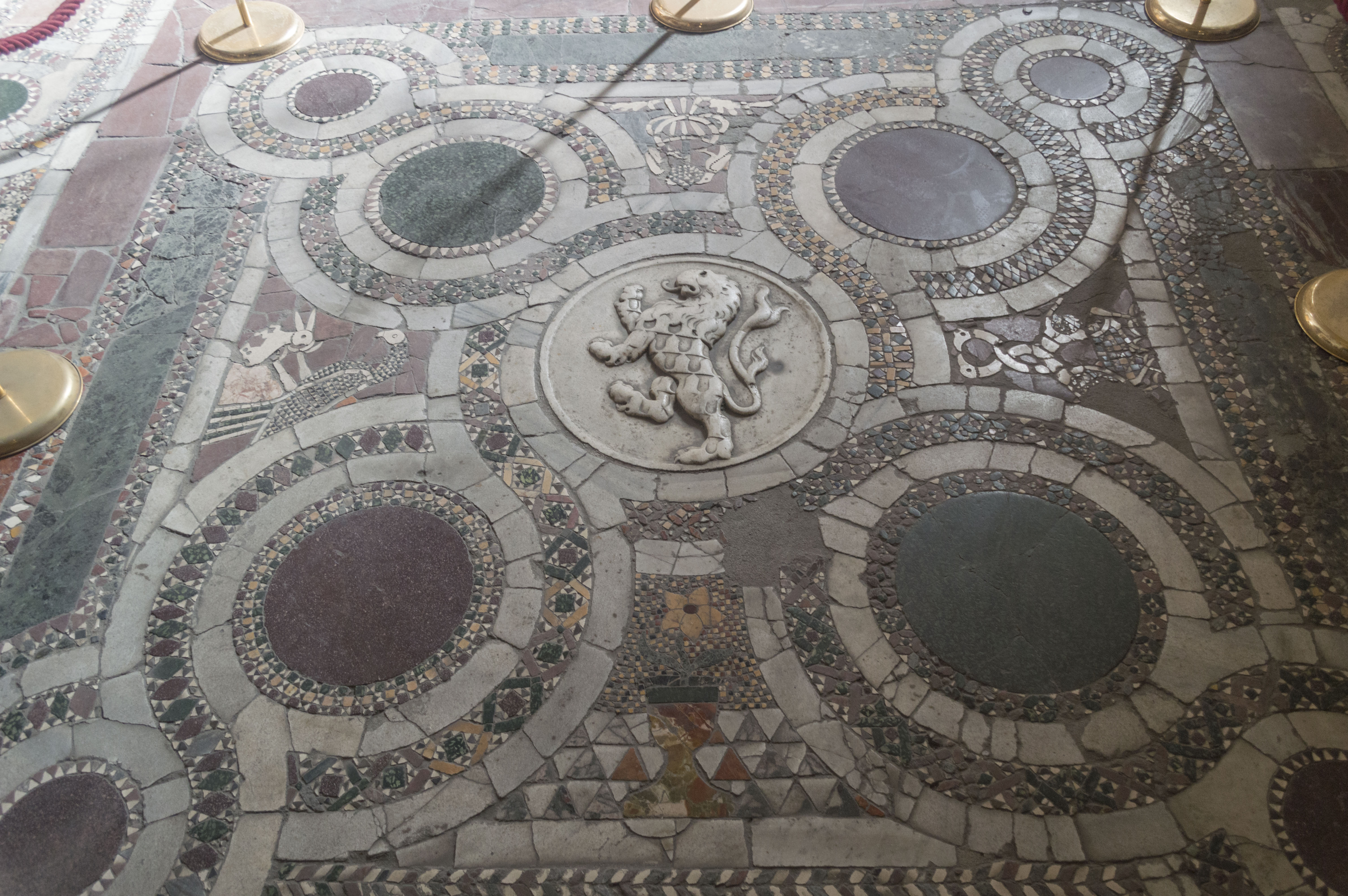
Particolare del pavimento

L'interno vede in prevalenza uno stile gotico seppur con un'impronta d'avanguardia verso modi nuovi, riscontrabile soprattutto nei colori ed in alcuni particolari dei monumenti funebri. La cappella è di forma rettangolare con delle irregolarità di allineamento delle pareti laterali ed è divisa in tre campate con volte a crociera, di cui l'ultima, che costituisce la tribuna, creata tra il 1387 e il 1412 su volere di Filippo Minutolo per collocare il suo monumento funebre. Il pavimento a mosaico con figure di animali risale alla fine del XIII secolo.

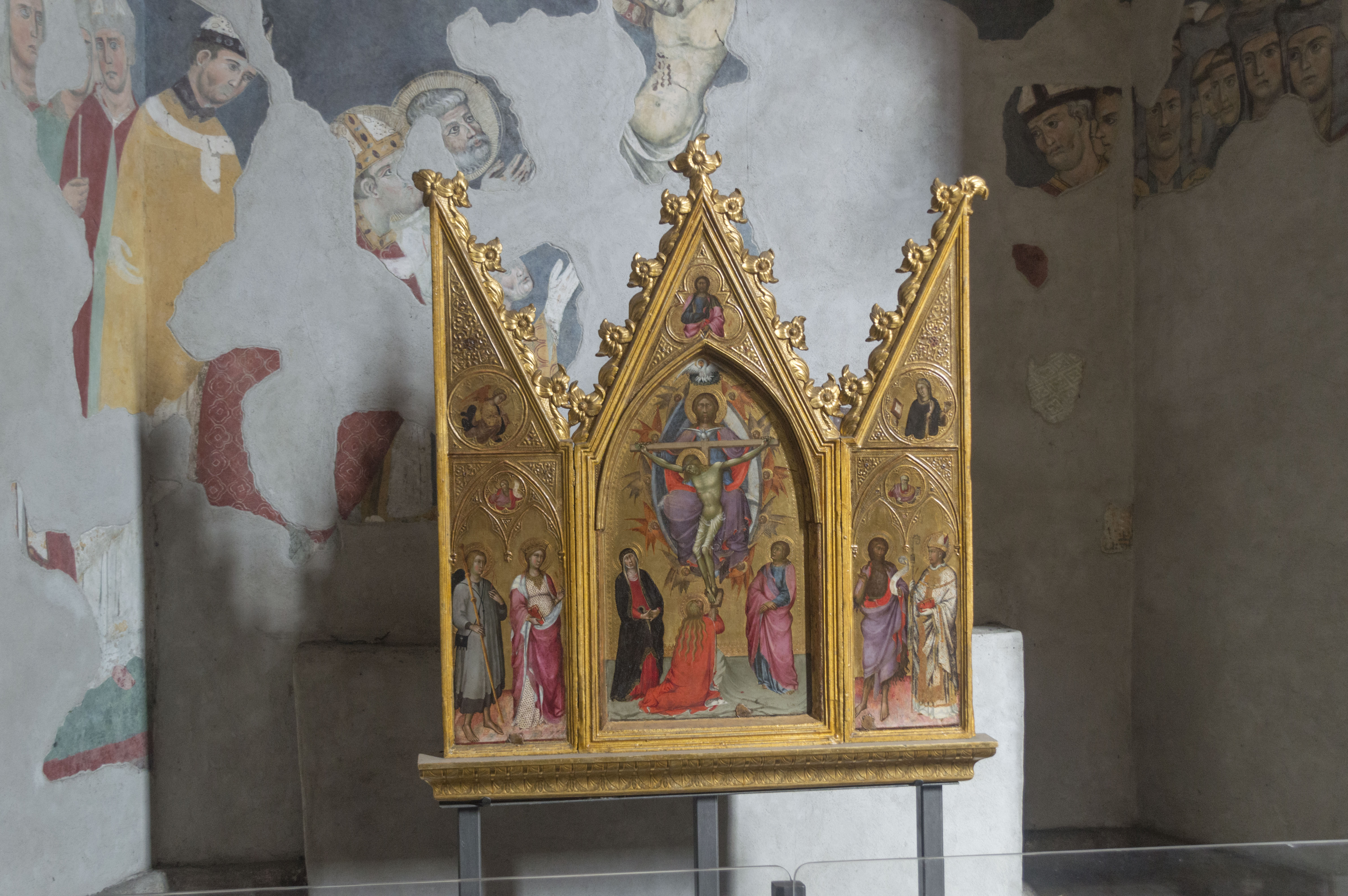
Il trittico di fine Trecento di Paolo di Giovanni Fei

Il trittico dinanzi alla nicchia che si apre sulla parete di sinistra della prima campata è invece opera di Paolo di Giovanni Fei, commissionato da Enrico Minutolo e usato dallo stesso durante le sue funzioni religiose; l'opera fu poi donata alla cappella di famiglia dopo la sua morte. Il trittico è collocabile intorno alla fine del Trecento e rappresenta nella tavola centrale la scena della Crocefissione in una composizione che anticipa nei tempi l'impostazione della Crocefissione del Masaccio al Museo di Capodimonte; ai piedi del Cristo, in grembo al Padre Eterno e contornati entrambi da un'aureola circondata a sua volta da angeli, sono le figure, da sinistra, della Madonna, della Maddalena, raffigurata in ginocchio di spalle, e Maria di Cleofa. Nei due sportelli laterali sono poste le figure dei santi Giovanni Battista e Ludovico di Tolosa, a destra, e Anastasia e Niccolò Pellegrino a sinistra; entrambe le composizioni vedono sopra le figure dei santi due tondi nei quali sono raffigurati due profeti. Nelle cuspidi del trittico, infine, sono il Redentore nel mezzo, la Madonna a destra e l'Angelo dell'Annunciazione a sinistra.
Una porta sulla parete sinistra all'altezza della seconda campata conduce alla sacrestia e alla cripta della cappella: il primo ambiente conserva tondi nei quali sono affrescati i componenti del casato Minutolo e un altare quattrocentesco alla parete frontale della scuola di Antonio Baboccio da Piperno; il secondo, coevo e che si sviluppa in linea d'aria sotto la cappella Capece Minutolo, delle dimensioni della stessa sala superiore, è caratterizzato da volte ogivali costolonate ed ha custodito a partire dal 1721 le spoglie di Filippo Minutolo, poi riportato nel suo sarcofago originale solo nel 1960.

### Monumenti funebri ai Minutolo
Nella tribuna della cappella sono disposti tutti e tre i monumenti funebri ai Minutolo che compongono la sala. Sulla parete laterale di destra è il trecentesco sepolcro del cardinale Filippo Minutolo, arcivescovo di Napoli morto nel 1301, la cui opera è attribuita a un seguace di Arnolfo di Cambio, forse Pietro di Oderisio. Il sepolcro è caratterizzato da figure prese in prestito dall'arte bizantina ed è conosciuto in campo letterario grazie al fatto che è citato tra le avventure di Andreuccio da Perugia, quindi nella quinta novella della seconda giornata del Decameron di Giovanni Boccaccio, il quale la scrisse dopo un lungo soggiorno a Napoli. Nella parete di sinistra invece è il sarcofago di Orso Minutolo, arcivescovo di Salerno, databile al 1330 circa.

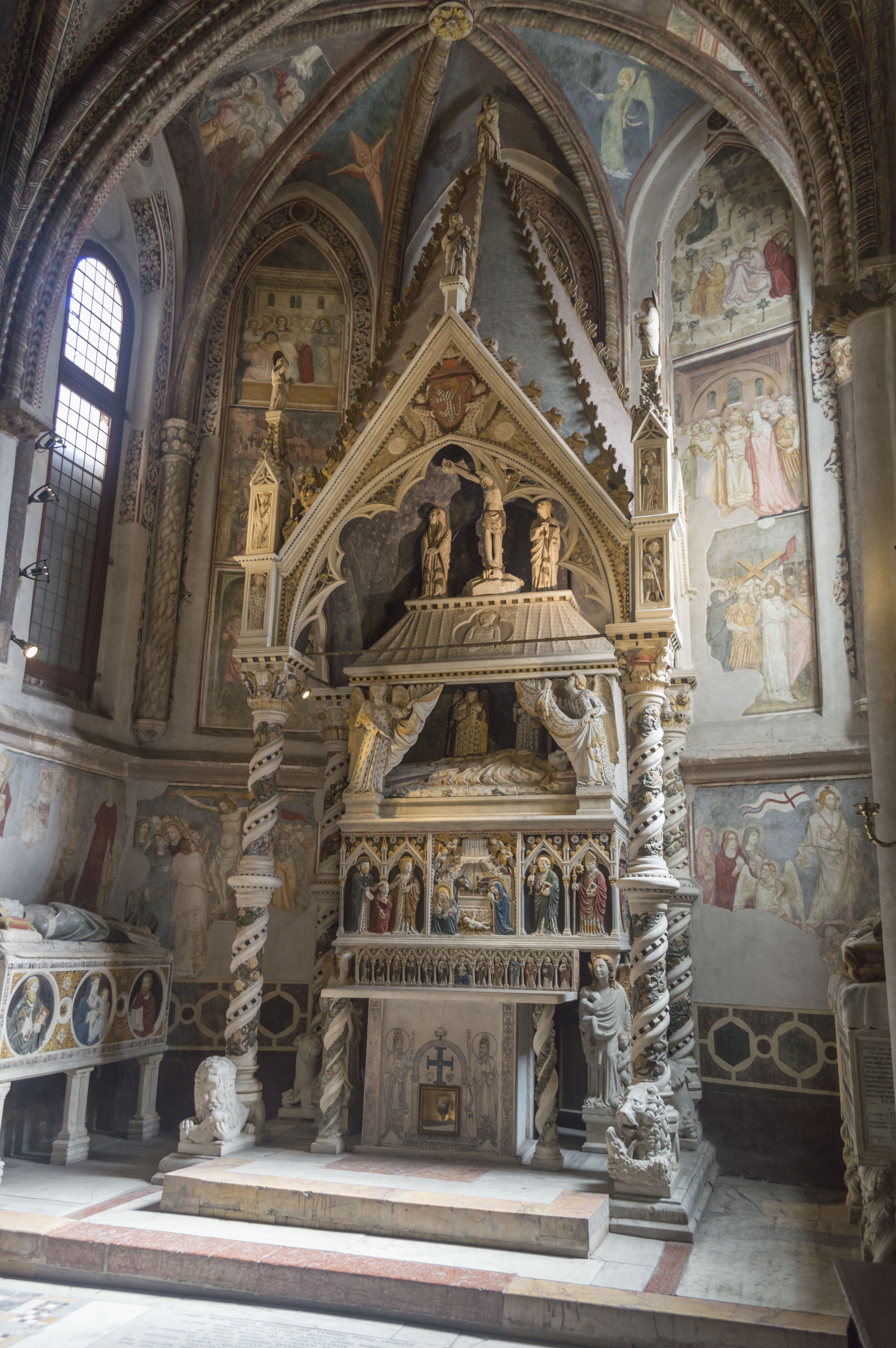
Monumento funebre a Enrico Minutolo

Sulla parete frontale è collocato il monumentale sepolcro del cardinale Enrico Minutolo, di fattura romana dei primi anni del Quattrocento. Il monumento vede il sarcofago con le spoglie del defunto cardinale, morto a Bologna nel 1412, scoperto da due angeli alati alzanti la tenda e sorretto da due colonne a spirale e due statue dipinte a tempera con l'uovo rappresentanti la Carità a destra e la Pazienza a sinistra. La fascia frontale del sarcofago è decorata con grandi mezzorilievi, sempre colorati a tempera, che vedono al centro la scena della Natività, a destra i santi Pietro e Gennaro, ed a sinistra sant'Anastasia e san Girolamo, entrambi questi ultimi con le rispettive mani sul capo del cardinale Enrico Minutolo, raffigurato in ginocchio tra i due santi adorno di oreficerie. Sotto queste scene, di dimensioni più ridotte ma sempre colorate a tempera, bassorilievi raffiguranti al centro la Madonna col Bambino ed ai lati (sei per parte) i Dodici apostoli. Fa da cornice al sarcofago il baldacchino gotico con grandi colonne a spirale decorate, sorrette queste da quattro leoni, che terminano con colonne semplici su cui sono scolpite a bassorilievo figure di Santi, ai cui vertici sono poi le sculture dell'Annunciata (a destra) e di un Angelo (a sinistra). Sulle facciate laterali del sepolcro, così come sul timpano del baldacchino, al di sopra del Cristo in croce e sotto la scultura del Cristo benedicente, a sua volta sotto quella della Madonna col Bambino posta sul vertice più alto, è lo stemma della famiglia Minutolo: il leone rampante in bianco e argento su scudo rosso.

### Affreschi della cappella
Sulle pareti laterali delle prime due campate, sulla controfacciata così come sulla parete frontale sono disposti affreschi di epoche diverse. 

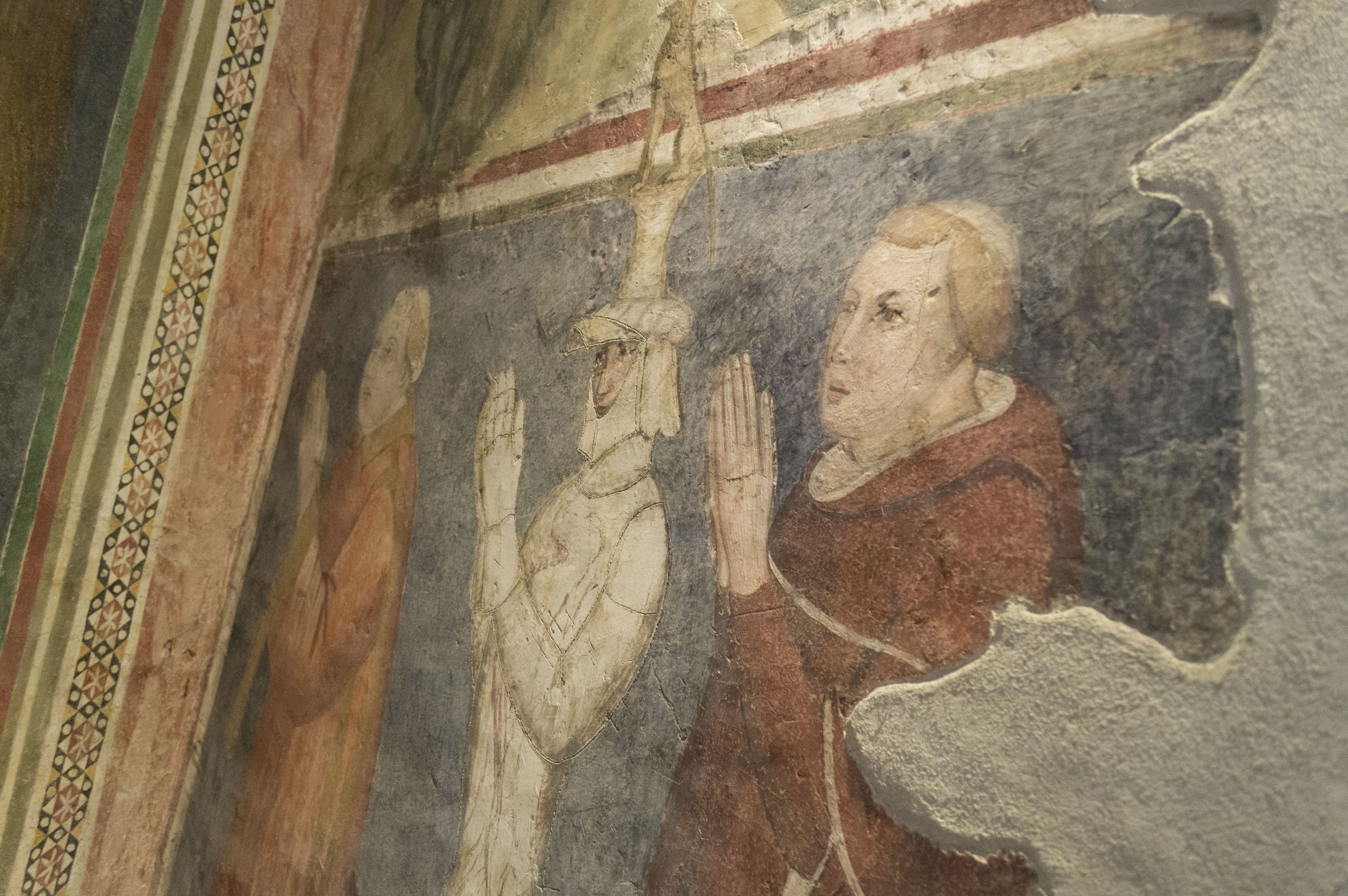
Particolare di due monaci con un cavaliere della famiglia Minutolo che decorano il registro inferiore

I due registri delle pareti laterali delle prime due campate sono divisi e incorniciati con affreschi riprendenti motivi cosmateschi: nello zoccolo, la fascia orizzontale più bassa, sono affrescati per lo più cavalieri della famiglia Minutolo tra monaci databili alla prima metà del Trecento e intervallati saltuariamente da altri affreschi su santi, come la figura intera della Maddalena posta in una nicchia nella parete sinistra della prima campata, ad angolo con la controfacciata, di ignoto autore del Trecento, come i santi Antonio da Padova e Caterina da Siena nella parete destra della prima campata o ancora come un San Nicola di ignoto napoletano del XIV secolo entro una nicchia della seconda campata dello stesso lato.
Il registro superiore vede invece affrescate in due file le scene delle Storie apostoliche, eseguite tra il 1285 e il 1290 da Montano d'Arezzo e che costituiscono la testimonianza pittorica più antica della cappella. Gli affreschi che maggiormente sono leggibili sono collocati lungo la parete sinistra, mentre in quella di destra, che risulta essere quella più deteriorata dell'ambiente, le scene del registro superiore di entrambe le campate sono quasi del tutto scomparse: rimangono infatti superstiti solo pochi frammenti di una scena attribuita a San Pietro che guarisce un infermo nella prima campata e della composizione del Martirio di san Filippo nella seconda. A sinistra, nella prima campata, entro una nicchia nel registro inferiore che si apre tra le figure dei cavalieri Minutolo è affrescata la scena della Crocifissione di Cristo; in quello superiore sono invece una scena riconosciuta come una Missione di santo Stefano e quella del Martirio di due santi, entrambe nella fascia più bassa, mentre in quella più alta sono una scena con una figura umana con scudo non definita e l'episodio del Quo vadis Domine?. Nella seconda campata sono invece raffigurate la Lapidazione di santo Stefano e la Crocifissione di san Pietro nella fascia inferiore, mentre in quella superiore l'Incontro tra san Pietro e san Paolo e la scena di un Martirio.
La terza e ultima campata, costituita dalla tribuna, vede cicli risalenti sempre al Quattrocento con le Storie della Passione di Cristo di ignoto autore del Quattrocento che decorano la parete frontale, una Madonna col Bambino con le sante Caterina e Anastasia sopra al monumento a Orso Minutolo nella parete sinistra, e ridotti frammenti con volti vari sopra il monumento a Filippo Minutolo nella parete destra. Le scene della parete principale sono rimaste quasi del tutto intatte e pertanto costituiscono il più importante ciclo dell'intera cappella. Le storie sono otto e sono incorniciate ai lati del grande monumento funebre a Enrico Minutolo con quattro scene per lato. La lettura delle stesse avviene da sinistra a destra e dall'alto verso il basso; queste sono: l'Ultima cena, l'Orazione nell'orto, la Cattura, l'Ecce Homo, la Flagellazione, l'Andata al Calvario, la Crocifissione e la Resurrezione.
Altre tracce di affreschi del d'Arezzo sono infine nella volta, con figure dei Dottori della chiesa nella prima campata e di Santi nella seconda. Nella controfacciata sono invece pochi frammenti di cicli raffiguranti la scena della Caduta di Simon Mago di ignoto napoletano dei primi del Quattrocento.

#### Storie apostoliche

Prima campata, parete di sinistra
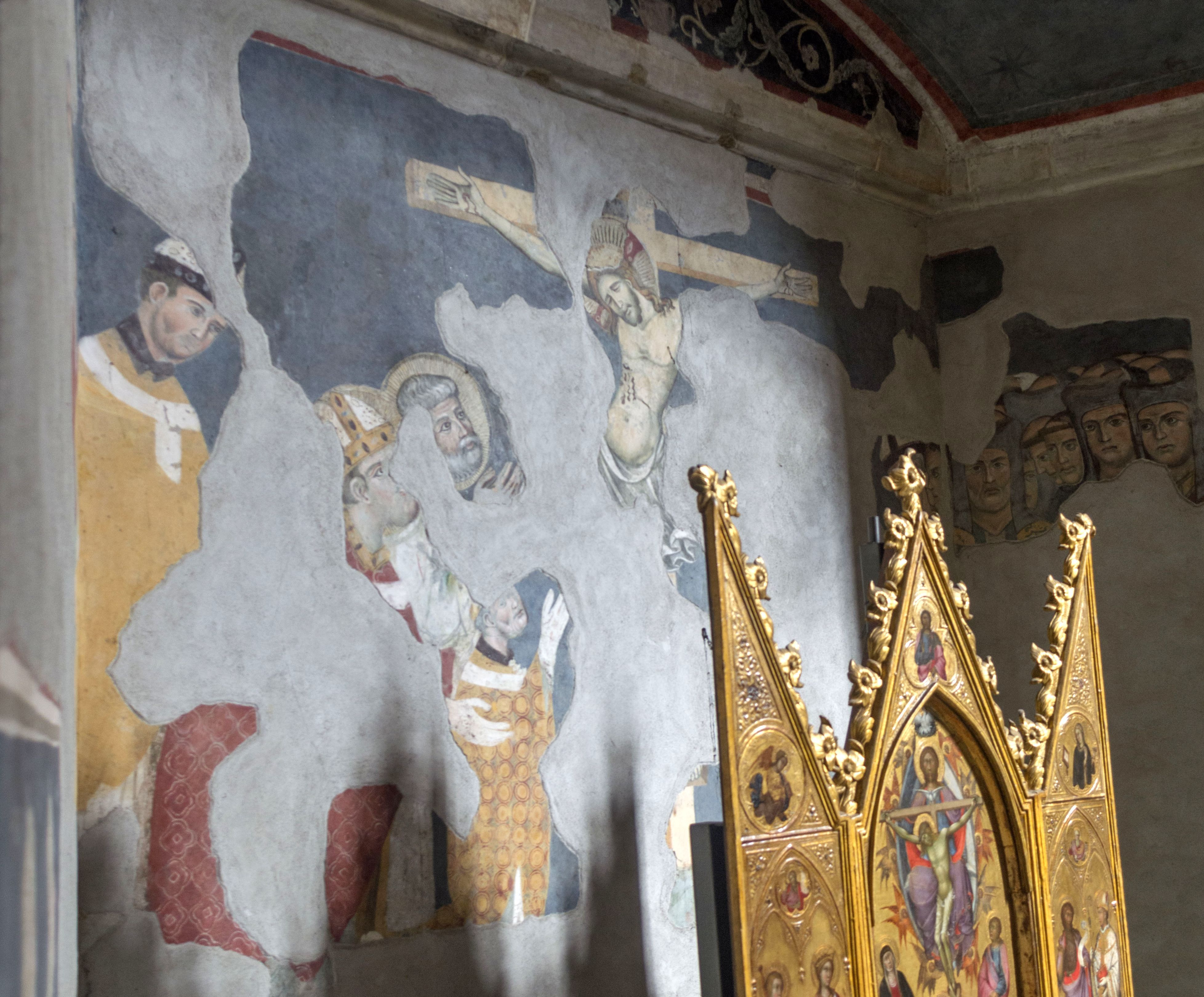
Crocifissione di Cristo
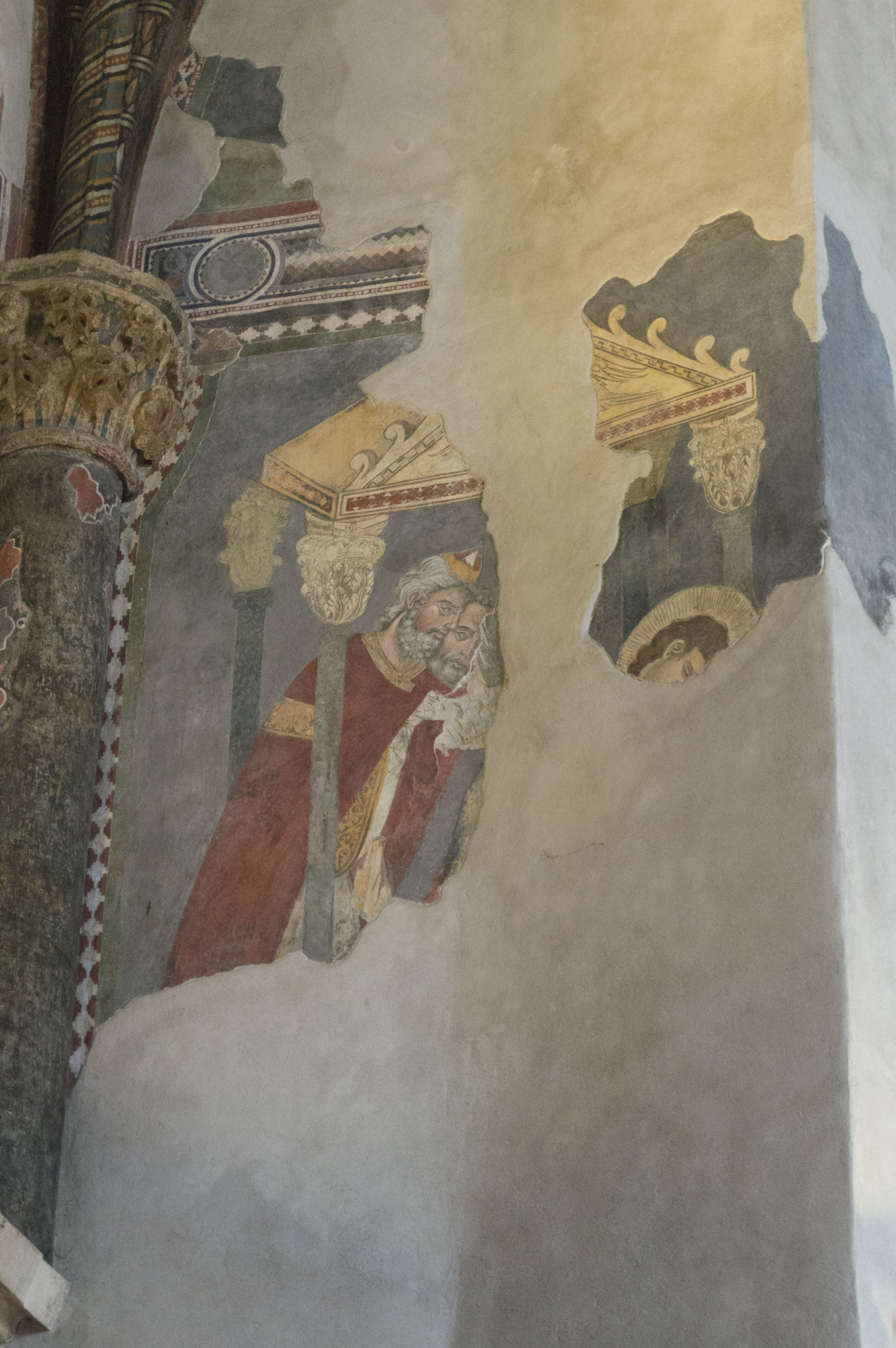
Missione di santo Stefano
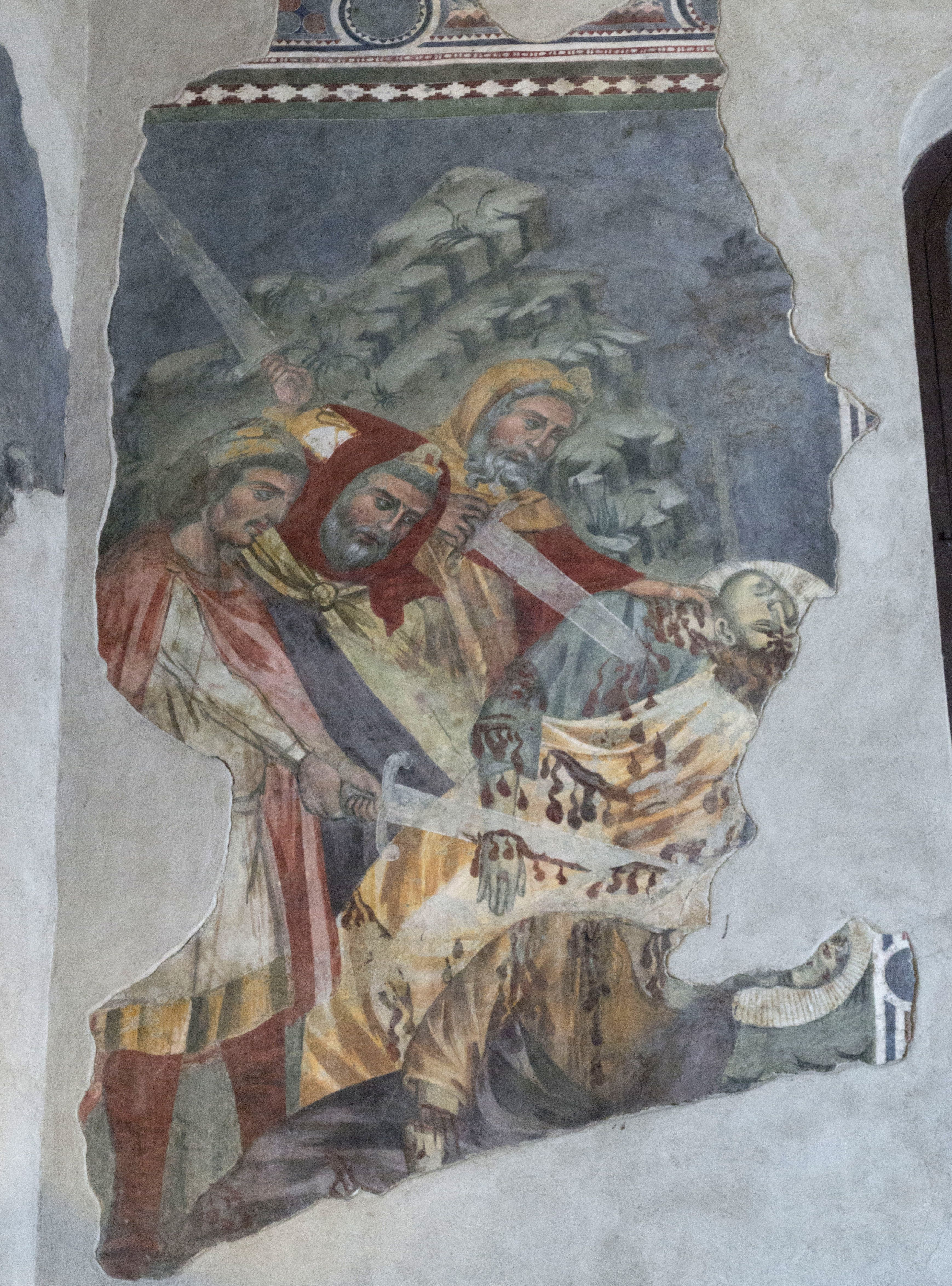
Martirio di due santi
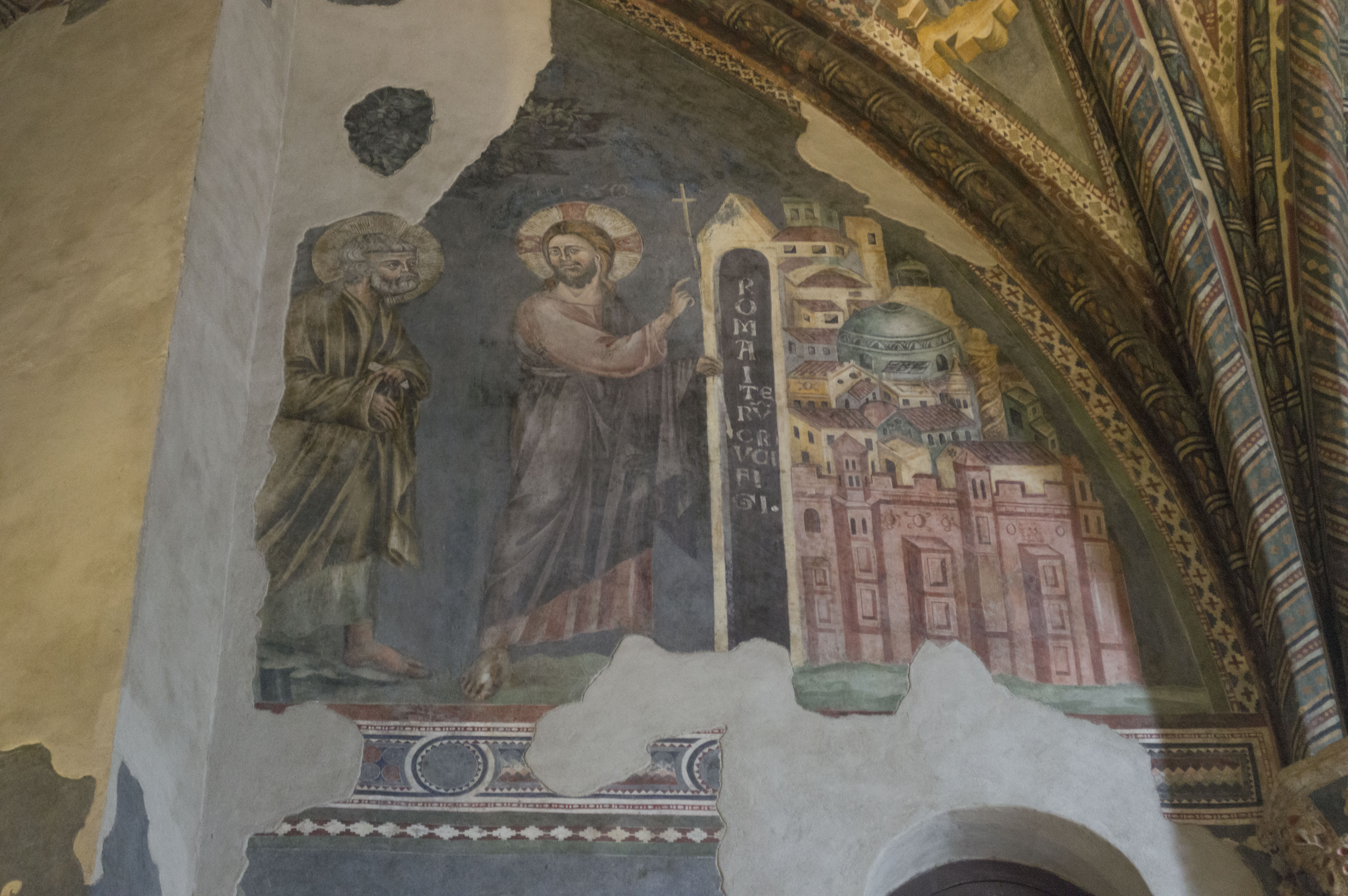
Quo vadis Domine?

Seconda campata, parete di sinistra
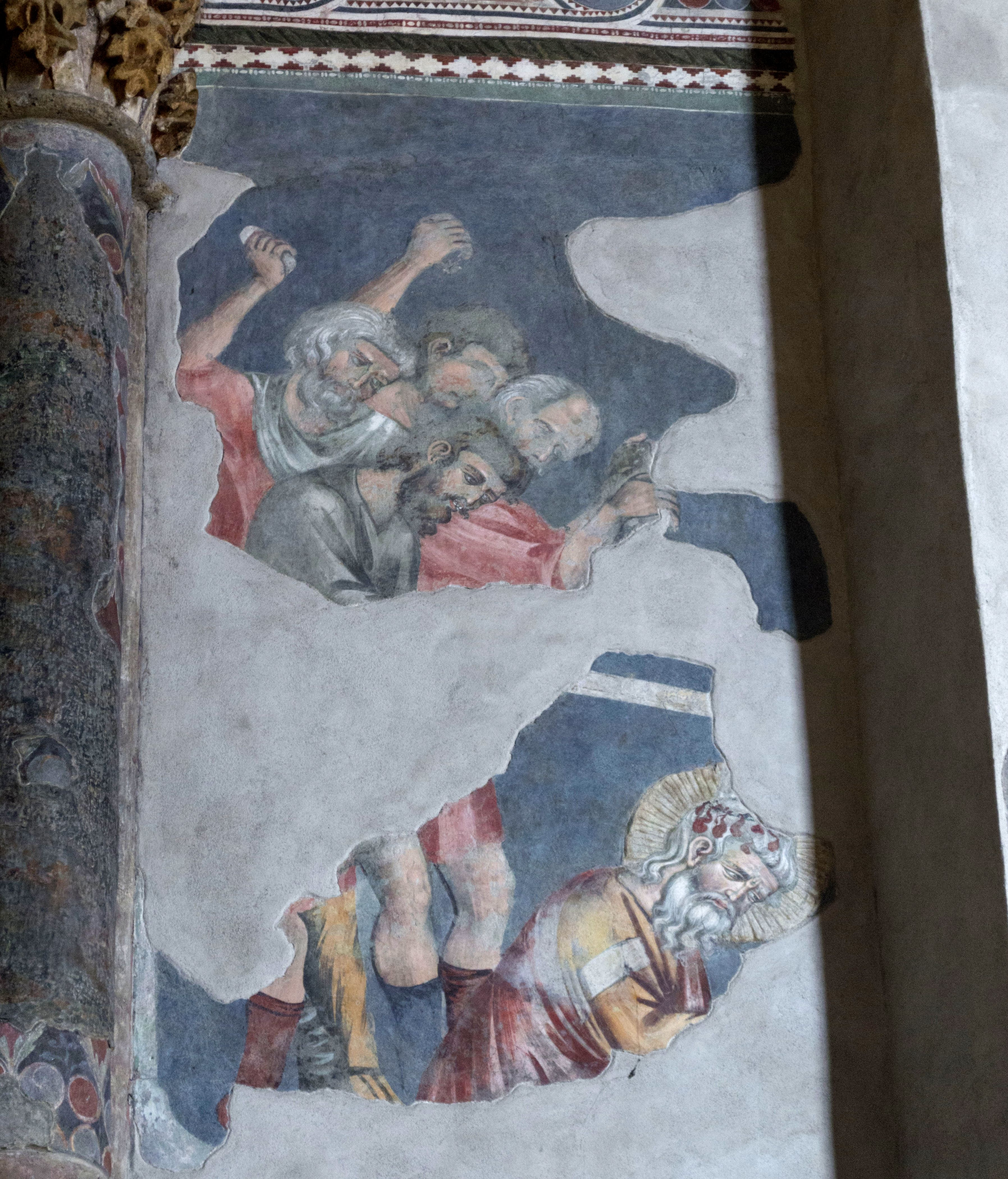
Lapidazione di santo Stefano
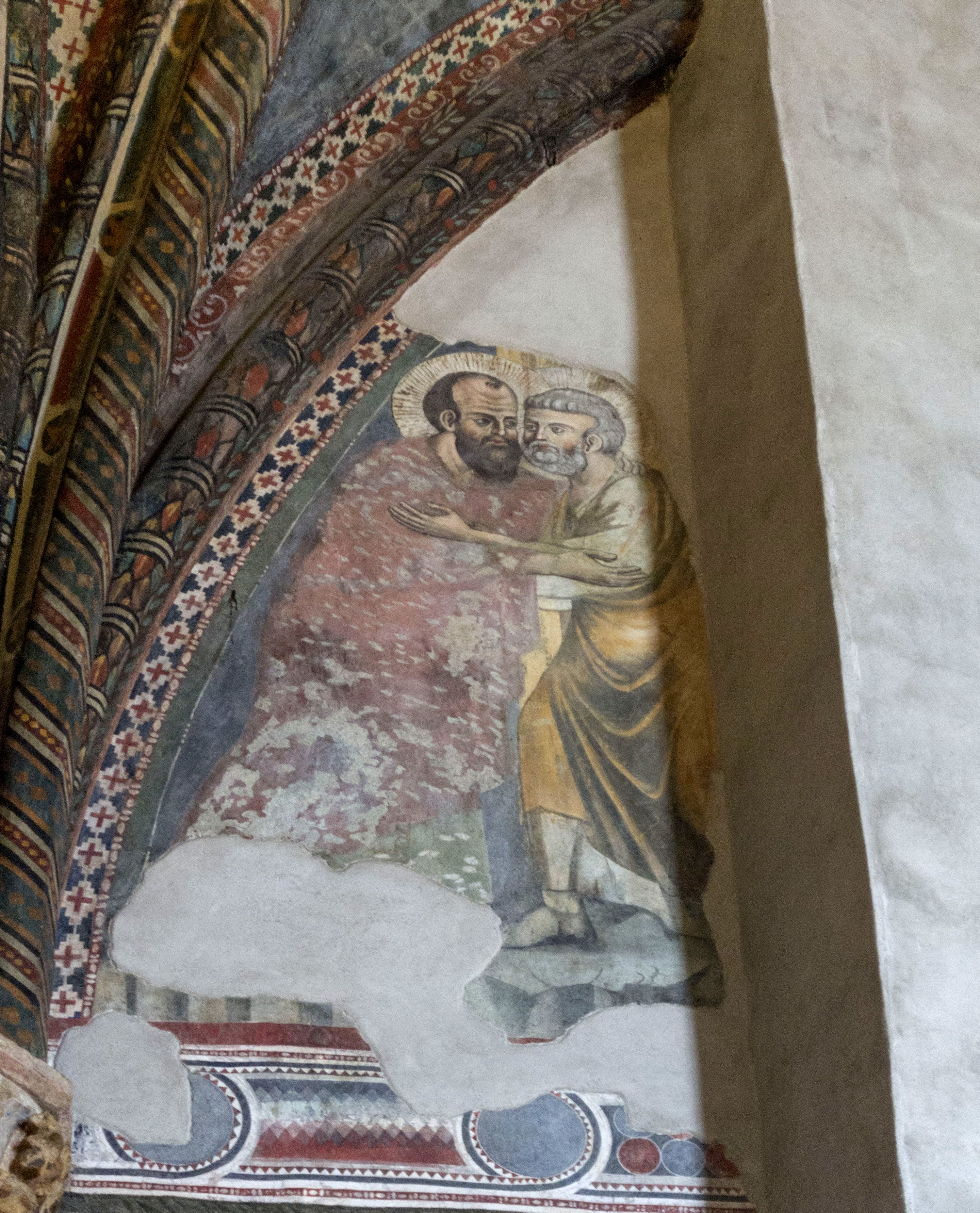
Incontro tra san Pietro e san Paolo
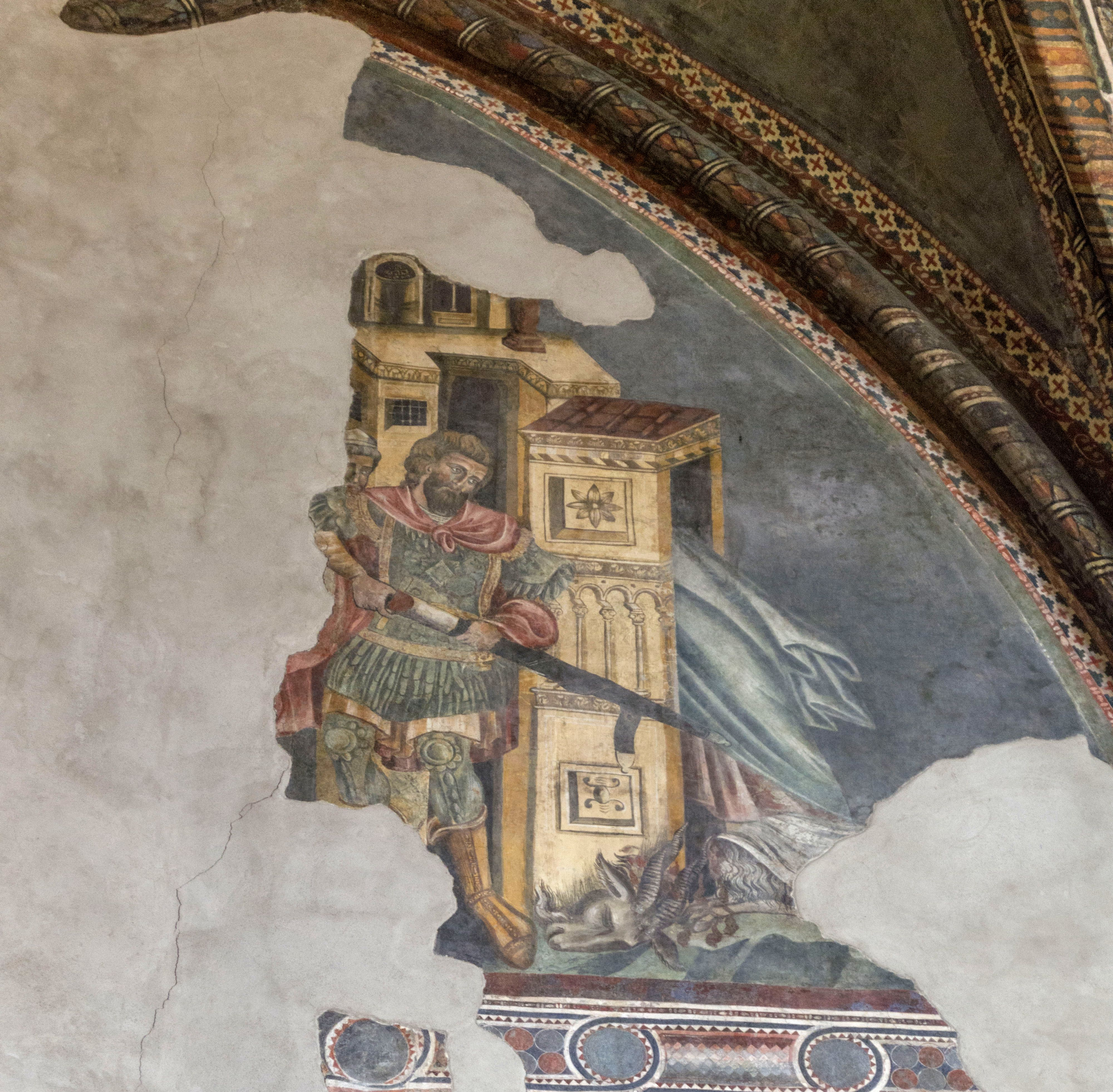
Scena di martirio
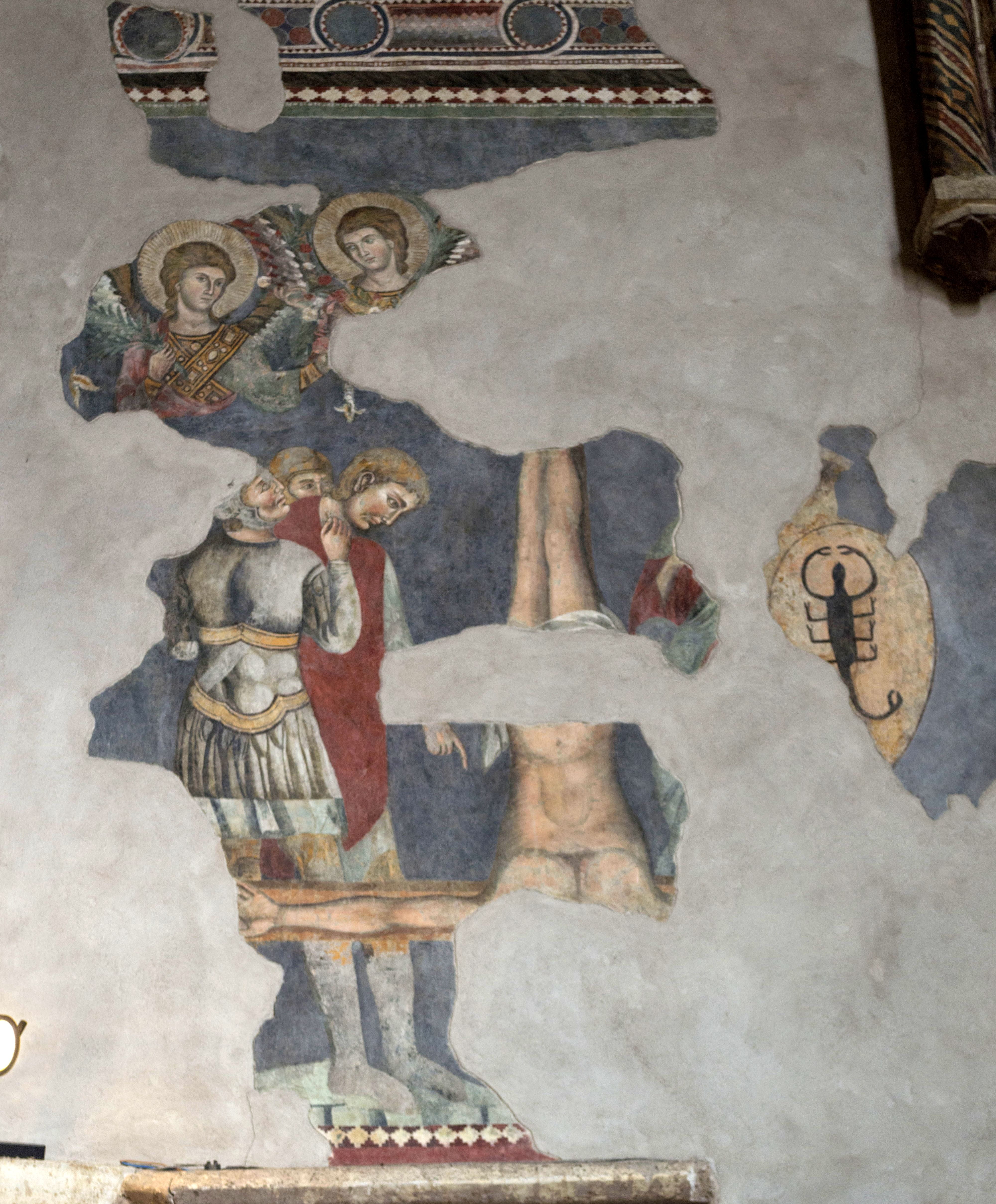
Crocifissione di san Pietro

Seconda campata, parete di destra
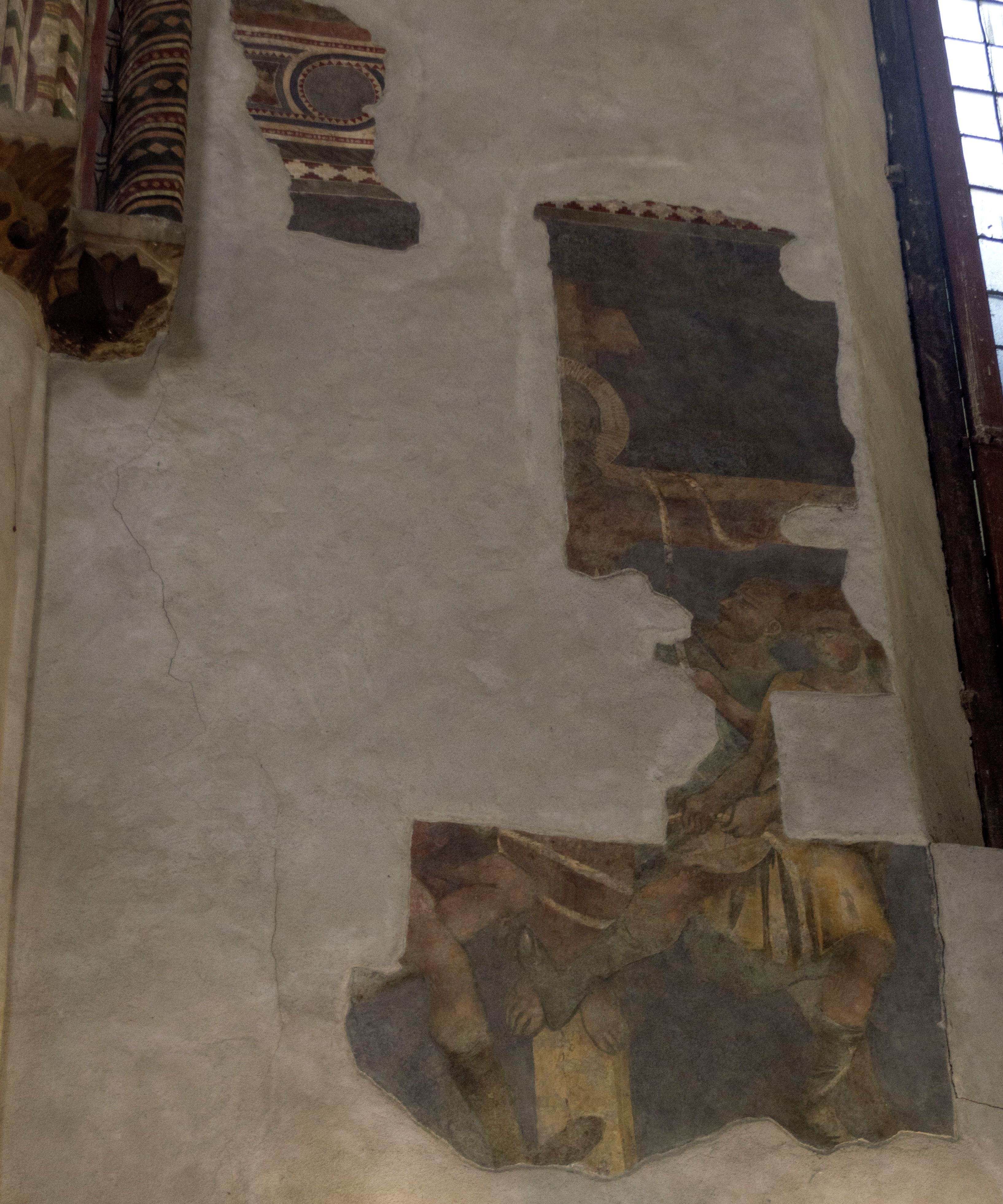
Martirio di san Filippo

#### Storie della Passione

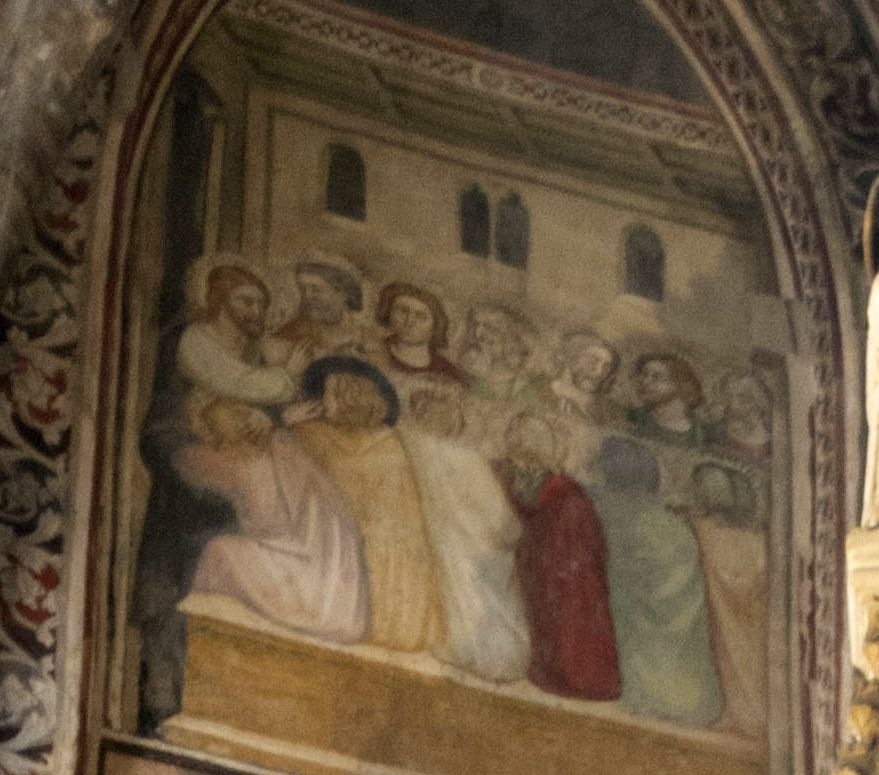
Ultima Cena
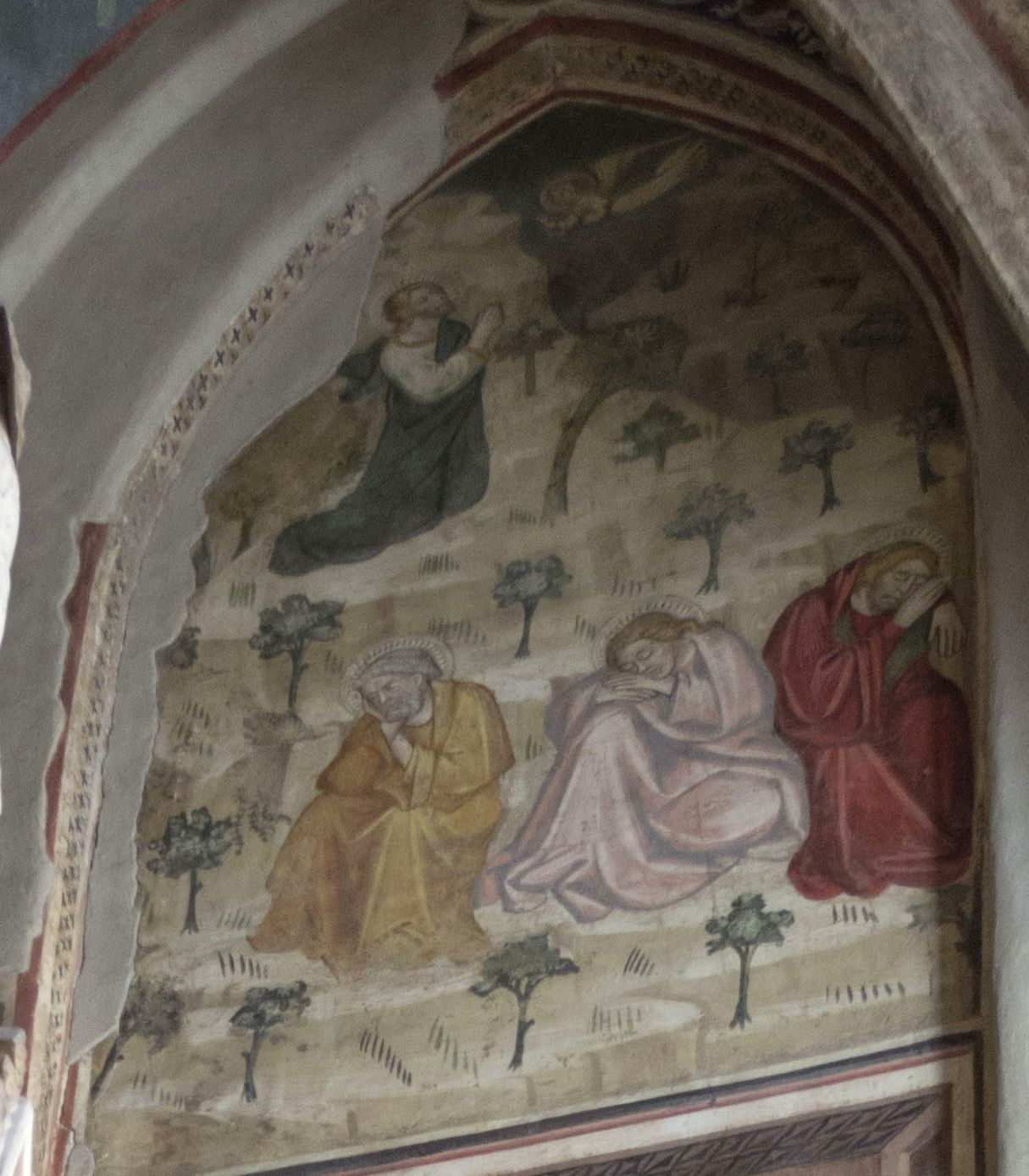
Orazione nell'orto
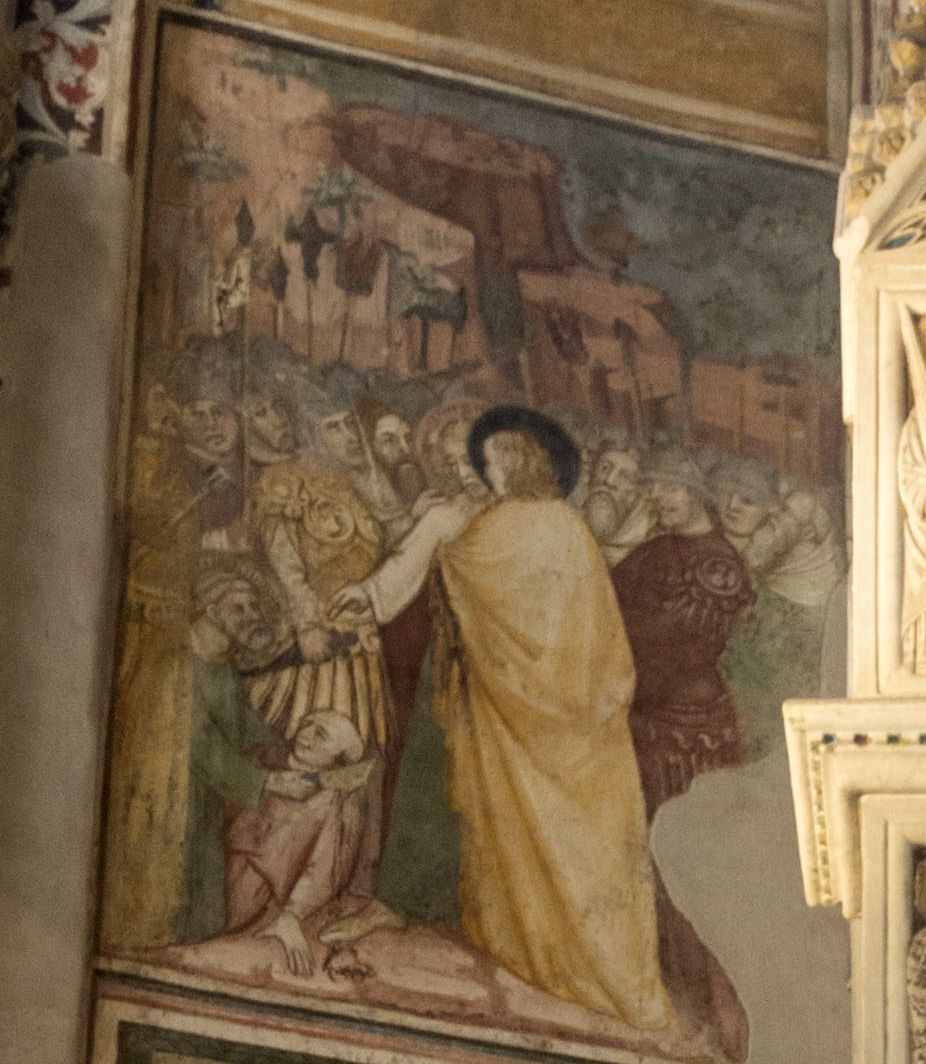
Cattura
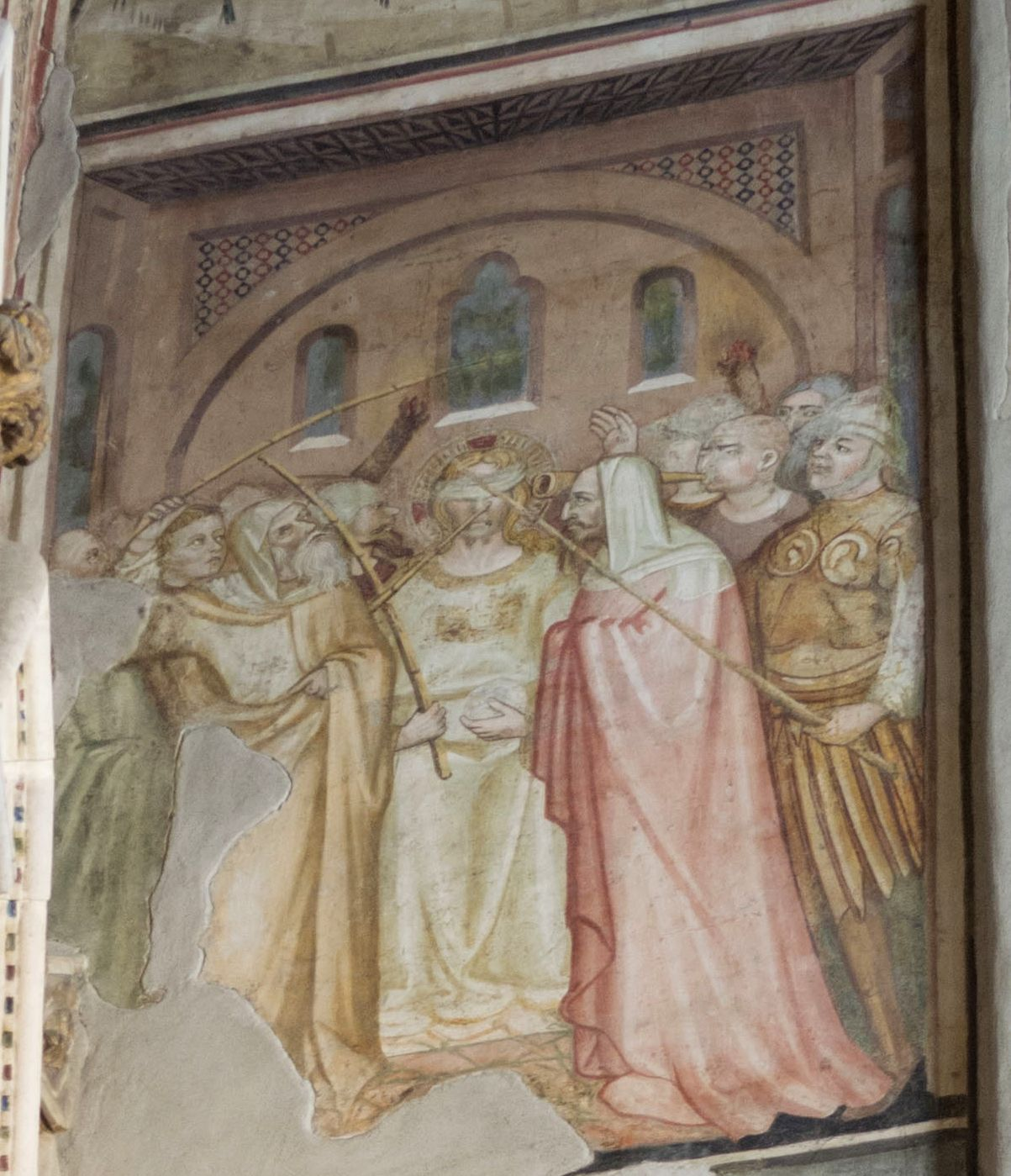
Ecce Homo
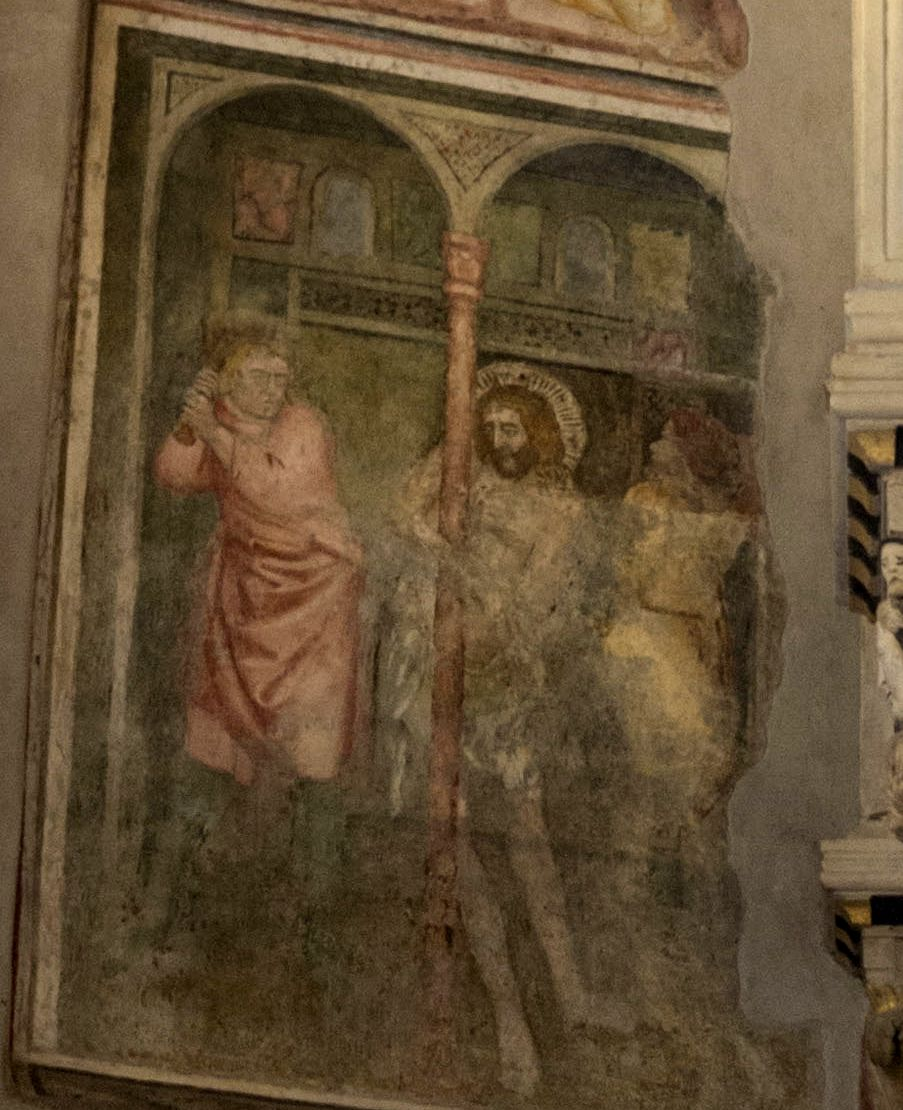
Flagellazione
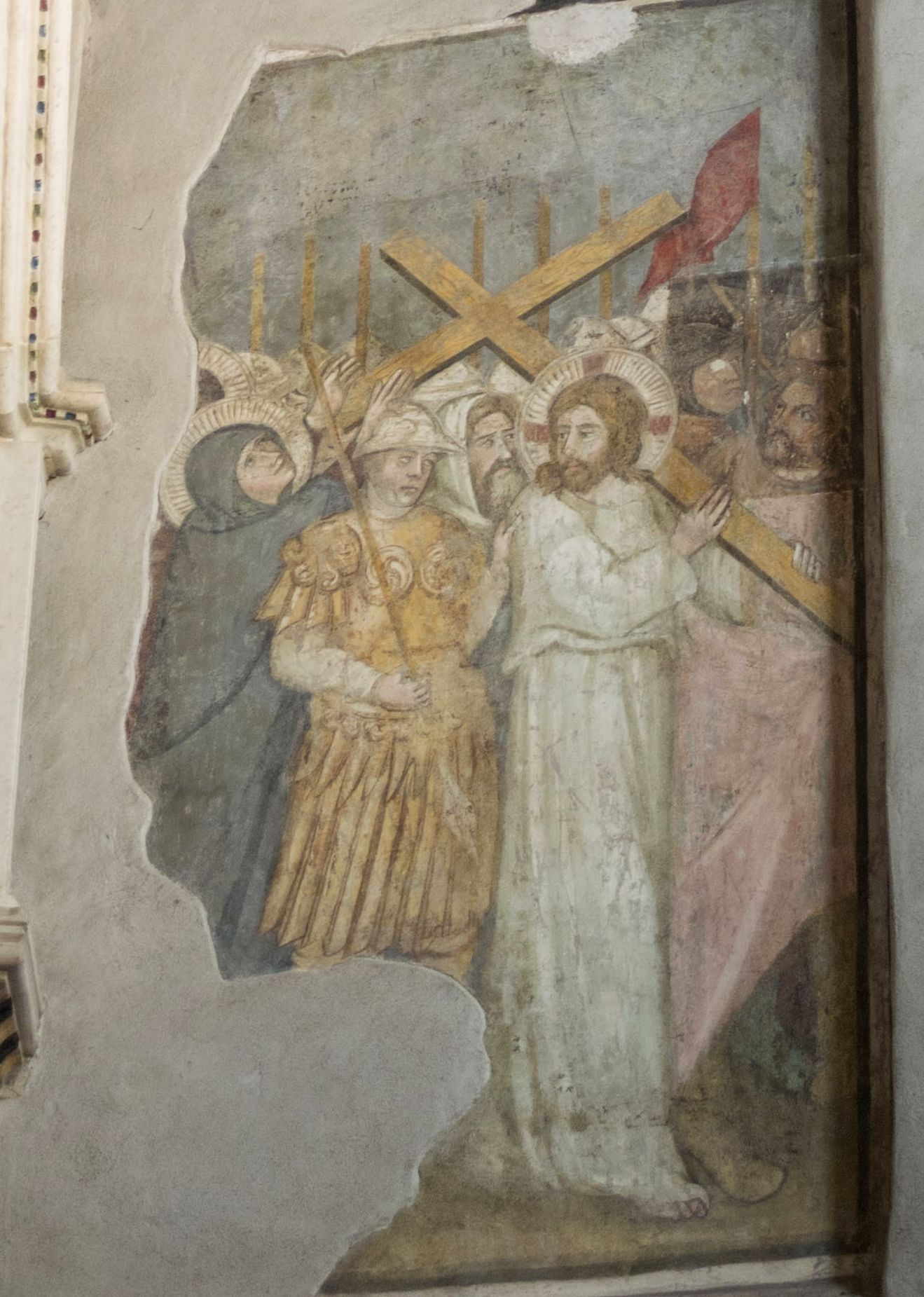
Andata al Calvario
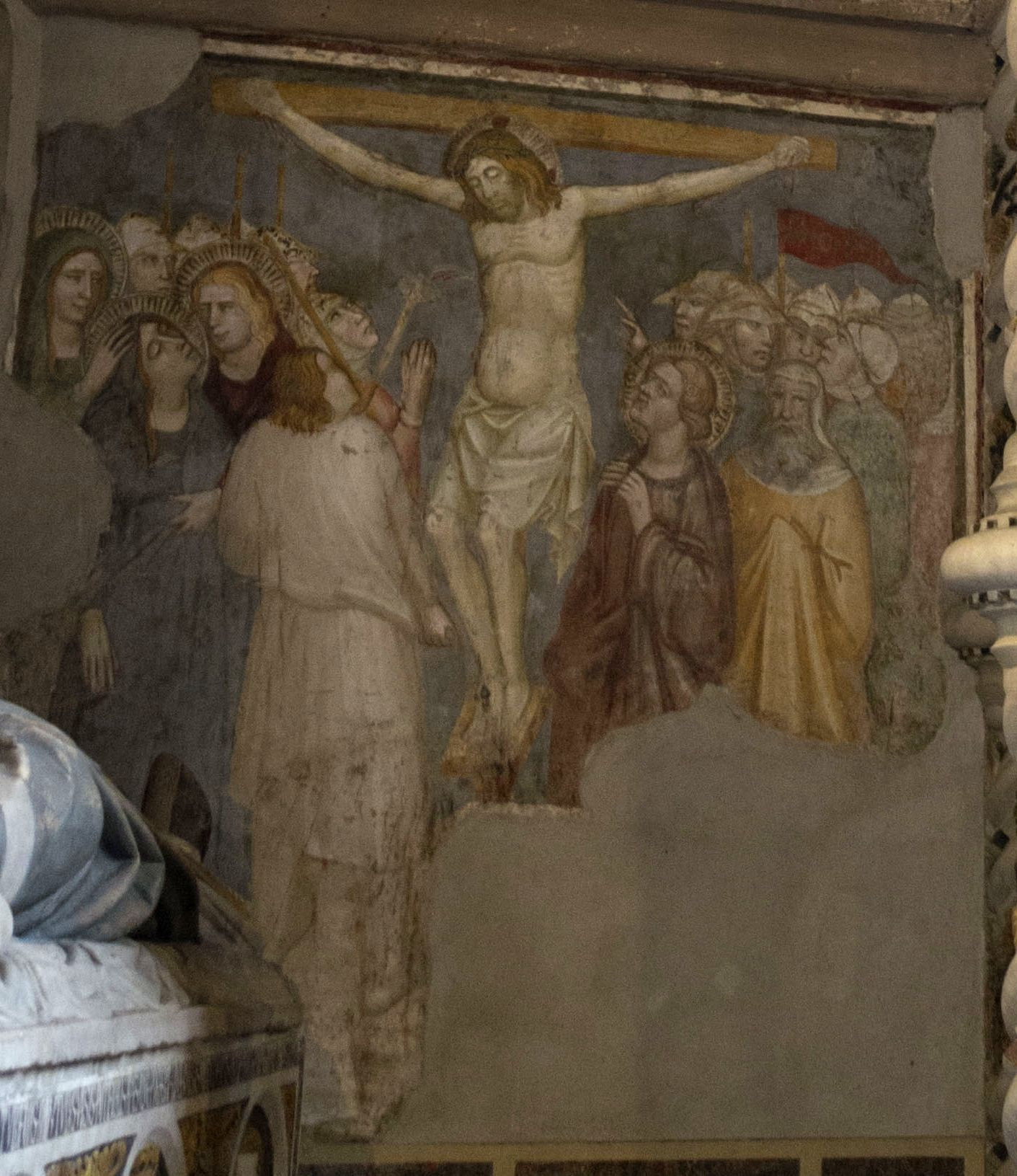
Crocifissione
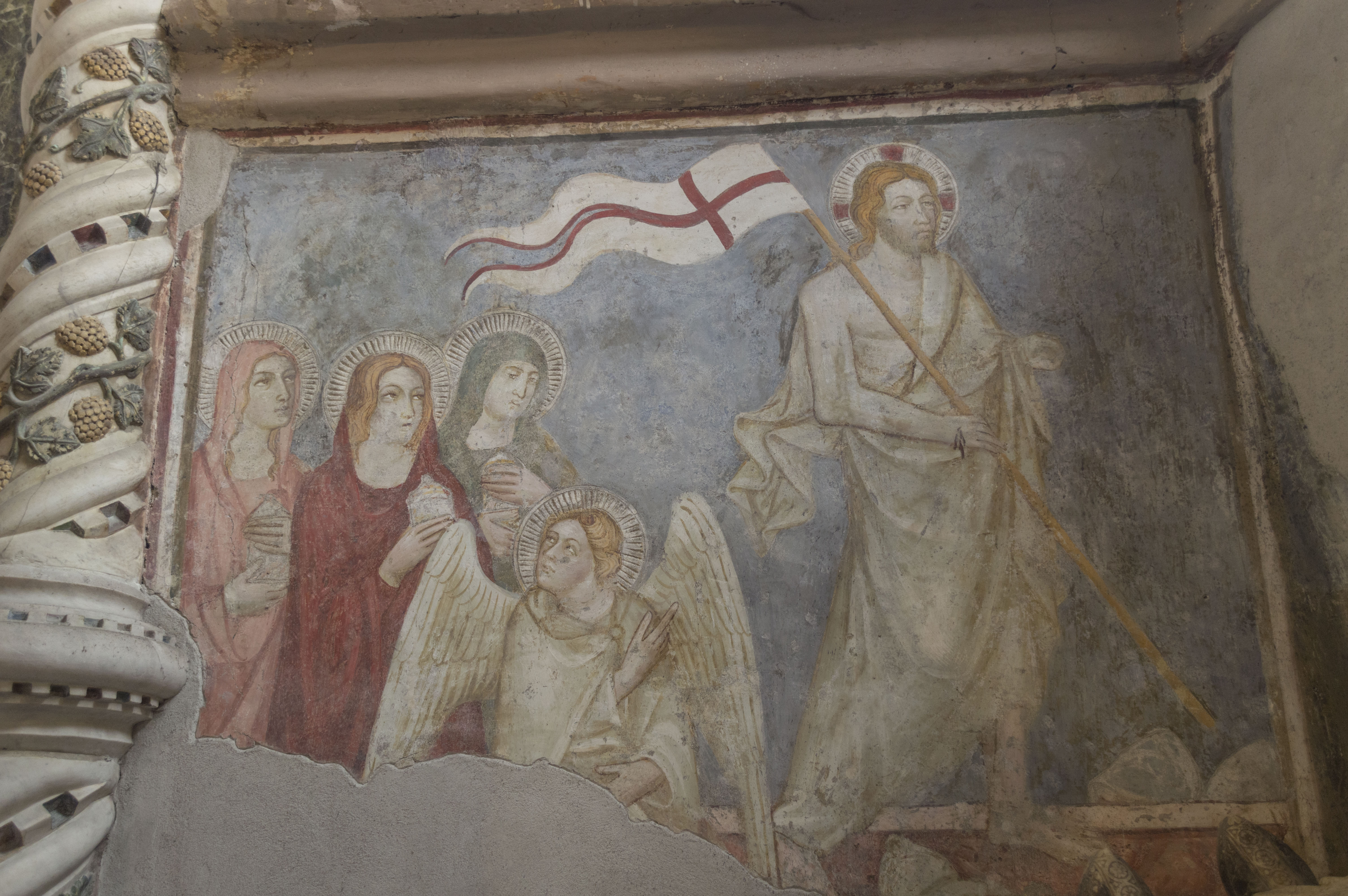
Resurrezione